# Godzilla (film 2014)
Godzilla – amerykański monster movie z 2014 roku, zrealizowany w technologii 3D, w reżyserii Garetha Edwardsa. Reboot serii o tytułowym potworze. Jest to drugi w historii film o nim (po Godzilli z 1998 roku) zrealizowany przez amerykańskie studia filmowe. Pierwszy film należący do franczyzy MonsterVerse studia Legendary Pictures.
W rolach głównych wystąpili: Aaron Taylor-Johnson, Ken Watanabe, Elizabeth Olsen oraz Sally Hawkins.
Box office filmu wyniósł 529 mln dolarów.

## Fabuła
W 1999 roku na Filipinach zostają znalezione olbrzymie kokony. Kilka lat później z jednego z nich wykluwa się wielki stwór, który zaczyna siać zniszczenie. Do walki z nim staje Godzilla.

## Obsada
- Aaron Taylor-Johnson – por. Ford Brody
- Ken Watanabe – dr Ichiro Serizawa
- Elizabeth Olsen – Elle Brody
- Sally Hawkins – dr Vivienne Graham
- David Strathairn – adm. William Stenz
- Bryan Cranston – Joe Brody
- Victor Rasuk – Tre Morales
- Richard T. Jones – kpt. Russell Hampton
- Brian Markinson – Whalen
- Patrick Sabongui – kmdr ppor. Marcus Waltz
- Juliette Binoche – Sanda Brody
- Al Sapienza – Huddleston
- Warren Takeuchi – ojciec Akio
- Jake Cunanan – Akio
- Carson Bolde – Sam
- T.J. Storm – Godzilla[4]

## Ścieżka dźwiękowa
Jako kompozytor muzyki do filmu zatrudniony został Alexandre Desplat. Nigdy wcześniej nie zajmował się filmami o potworach, a do jego wcześniejszych prac zaliczają się m.in. Jak zostać królem, Ciekawy przypadek Benjamina Buttona oraz dwa ostatnie filmy z serii Harry Potter. Desplat przyjął propozycję, będąc pod wrażeniem poprzedniego filmu Edwardsa, Strefa X.